# Rivula venalis
Rivula venalis är en fjärilsart som beskrevs av Moore 1885. Rivula venalis ingår i släktet Rivula och familjen nattflyn. Inga underarter finns listade.